# 孝明王皇后
孝明皇后（942年—964年），王氏，邠州新平县（今陕西省彬州市）人，宋太祖继室，亦是宋朝建立后册立的第一位皇后。

## 生平
彰德军节度使王饶第三女（其姐為太原郡夫人），有胞弟王繼勳。後周顯德五年（958年），宋太祖在第一任妻子贺氏逝世後，迎娶王氏為繼室。但王饶去世于显德五年十月，王氏并未守丧便婚嫁，且在次年生下儿子赵德芳，实属不合礼法。宋太祖当时為殿前都指挥使。王氏為人「恭勤不懈，仁慈御下」。後來，周世宗賜王氏凤冠霞帔，封為琅邪郡夫人。
建隆元年（960年），太祖即位，同年八月甲申，冊王氏為皇后。她常服寬衣，佐御膳，善彈箏鼓琴，早上起床，便會誦讀佛書。王皇后事奉杜太后至孝。生子女三人，两个女儿皆早夭，儿子赵德芳也早早死去。乾德元年十二月（964年）甲申，王皇后逝世，年二十二。二年四月，葬安陵之北。神主享於別廟。太平興國二年，祔享太廟。
王继勋因为王皇后的缘故被任用，后来屡次犯法，也因为宋太祖追思王皇后而没有得到追究，宋太宗登基后才伏法。后来宋真宗得知王继勋的子孙陷入贫困，也因为王皇后的原因予以照拂。
《文献通考》：“宋太祖皇帝四子：贺皇后生留哥、魏王德昭、显哥。王皇后生岐王德芳。”似王皇后为宋太祖生子赵德芳。韩维《荣王从式墓志》志主为赵德芳孙、趙惟憲次子赵从式，亦作王皇后生赵德芳。赵德芳享年二十三岁，勉强可谓早逝，但《宋史》说王皇后“生子女三人，皆夭”，《宋史》之疏漏不严谨之处可见一斑。

## 延伸阅读
[在维基数据编辑]
 《宋史·卷242》，出自脱脱《宋史》

| 前任： 后周小符皇后 | 宋朝皇后 960年—963年 | 繼任： 宋皇后 |